# Ranaghat
Ranaghat là một thành phố và khu đô thị của quận Nadia thuộc bang Tây Bengal, Ấn Độ.

## Địa lý
Ranaghat có vị trí 23°11′B 88°35′Đ / 23,18°B 88,58°Đ Nó có độ cao trung bình là 7 mét (22 feet).

## Nhân khẩu
Theo điều tra dân số năm 2001 của Ấn Độ, Ranaghat có dân số 68.754 người. Phái nam chiếm 51% tổng số dân và phái nữ chiếm 49%. Ranaghat có tỷ lệ 84% biết đọc biết viết, cao hơn tỷ lệ trung bình toàn quốc là 59,5%: tỷ lệ cho phái nam là 87%, và tỷ lệ cho phái nữ là 80%. Tại Ranaghat, 8% dân số nhỏ hơn 6 tuổi.